# Вест-Сен-Поль
Вест-Сен-Поль (англ. West St. Paul) — сільський муніципалітет в Канаді, у провінції Манітоба.

## Населення
За даними перепису 2016 року, сільський муніципалітет нараховував 5368 осіб, показавши зростання на 8,8%, порівняно з 2011-м роком. Середня густина населення становила 61,1 осіб/км².
З офіційних мов обидвома одночасно володіли 360 жителів, тільки англійською — 4 785, а 35 — жодною з них. Усього 1075 осіб вважали рідною мовою не одну з офіційних, з них 5 — одну з корінних мов, а 205 — українську.
Працездатне населення становило 68,4% усього населення, рівень безробіття — 4,2% (5,2% серед чоловіків та 3% серед жінок). 87,3% осіб були найманими працівниками, а 11,8% — самозайнятими.
Середній дохід на особу становив $55 119 (медіана $45 150), при цьому для чоловіків — $68 403, а для жінок $41 427 (медіани — $53 152 та $38 363 відповідно).
31,6% мешканців мали закінчену шкільну освіту, не мали закінченої шкільної освіти — 16,5%, 51,9% мали післяшкільну освіту, з яких 32% мали диплом бакалавра, або вищий.
| Статево-вікова структура населення | Статево-вікова структура населення | Статево-вікова структура населення | Статево-вікова структура населення | Статево-вікова структура населення |
| ---------------------------------- | ---------------------------------- | ---------------------------------- | ---------------------------------- | ---------------------------------- |
|                                    |                                    |                                    |                                    |                                    |
| Всього                             | Всього                             | 49,6%50,4%                         |                                    |                                    |
| 0 — 14 років                       | 0 — 14 років                       |                                    | 17,5%                              | 17,5%                              |
| 15 — 64 років                      | 15 — 64 років                      |                                    | 64,9%                              | 64,9%                              |
| 65 і більше                        | 65 і більше                        |                                    | 17,6%                              | 17,6%                              |
| 85 і більше                        | 85 і більше                        |                                    | 3,7%                               | 3,7%                               |
| Середній вік (років)               | Середній вік (років)               | 41,243,3                           | 42,3                               | 42,3                               |
| Медіана (років)                    | Медіана (років)                    | 43,545,1                           | 44,1                               | 44,1                               |
| — чоловіки — жінки                 |                                    |                                    |                                    |                                    |

| Походження мешканців:     | Походження мешканців:     | Походження мешканців: | Походження мешканців: | Походження мешканців: |
| ------------------------- | ------------------------- | --------------------- | --------------------- | --------------------- |
| Походження                |                           |                       | осіб                  | %                     |
| Корінні американці        | Корінні американці        |                       | 560                   | 10.88%                |
| Інше північноамериканське | Інше північноамериканське |                       | 895                   | 17.4%                 |
| Європейське               | Європейське               |                       | 4 340                 | 84.35%                |
| британське                | британське                |                       | 1 665                 | 32.36%                |
| французьке                | французьке                |                       | 520                   | 10.11%                |
| українське                | українське                |                       | 1 600                 | 31.1%                 |
| Латинськоамериканське     | Латинськоамериканське     |                       | 50                    | 0.97%                 |
| Карибське                 | Карибське                 |                       | 30                    | 0.58%                 |
| Африканське               | Африканське               |                       | 25                    | 0.49%                 |
| Азійське                  | Азійське                  |                       | 415                   | 8.07%                 |

| Зайнятість населення за галузями (за класифікацією NOC): | Зайнятість населення за галузями (за класифікацією NOC): | Зайнятість населення за галузями (за класифікацією NOC): | Зайнятість населення за галузями (за класифікацією NOC): | Зайнятість населення за галузями (за класифікацією NOC): |
| -------------------------------------------------------- | -------------------------------------------------------- | -------------------------------------------------------- | -------------------------------------------------------- | -------------------------------------------------------- |
|                                                          |                                                          |                                                          |                                                          |                                                          |
| Управління                                               | Управління                                               |                                                          | 13,3%                                                    | 13,3%                                                    |
| Бізнес, фінанси та адміністрування                       | Бізнес, фінанси та адміністрування                       |                                                          | 19,4%                                                    | 19,4%                                                    |
| Природничі та прикладні науки                            | Природничі та прикладні науки                            |                                                          | 5,1%                                                     | 5,1%                                                     |
| Охорона здоров'я                                         | Охорона здоров'я                                         |                                                          | 7,7%                                                     | 7,7%                                                     |
| Освіта, правозахист, муніципальні та урядові служби      | Освіта, правозахист, муніципальні та урядові служби      |                                                          | 12,6%                                                    | 12,6%                                                    |
| Мистецтво, культура, відпочинок та спорт                 | Мистецтво, культура, відпочинок та спорт                 |                                                          | 1,8%                                                     | 1,8%                                                     |
| Роздрібна торгівля та послуги                            | Роздрібна торгівля та послуги                            |                                                          | 16,5%                                                    | 16,5%                                                    |
| Гуртова торгівля, транспорт та обладнання                | Гуртова торгівля, транспорт та обладнання                |                                                          | 18,6%                                                    | 18,6%                                                    |
| Природні ресурси, сільське господарство                  | Природні ресурси, сільське господарство                  |                                                          | 2,1%                                                     | 2,1%                                                     |
| Виробництво                                              | Виробництво                                              |                                                          | 2,6%                                                     | 2,6%                                                     |

## Клімат
Середня річна температура становить 2,6°C, середня максимальна – 24°C, а середня мінімальна – -24,8°C. Середня річна кількість опадів – 535 мм.
| Клімат поселення                              | Клімат поселення | Клімат поселення | Клімат поселення | Клімат поселення | Клімат поселення | Клімат поселення | Клімат поселення | Клімат поселення | Клімат поселення | Клімат поселення | Клімат поселення | Клімат поселення | Клімат поселення |
| Показник                                      | Січ.             | Лют.             | Бер.             | Квіт.            | Трав.            | Черв.            | Лип.             | Серп.            | Вер.             | Жовт.            | Лист.            | Груд.            |                  |
| Середній максимум, °C                         | −11,94           | −7,63            | −0,35            | 9,90             | 18,06            | 23,46            | 23,96            | 22,90            | 17,05            | 9,94             | −0,2             | −10              |                  |
| Середня температура, °C                       | −18,4            | −14,07           | −6,8             | 3,44             | 11,61            | 17,02            | 19,68            | 18,62            | 12,80            | 5,70             | −4,48            | −14,28           |                  |
| Середній мінімум, °C                          | −24,84           | −20,54           | −13,25           | −3,02            | 5,15             | 10,56            | 15,42            | 14,35            | 8,51             | 1,39             | −8,76            | −18,55           |                  |
| Норма опадів, мм                              | 20               | 13               | 22               | 29               | 59               | 93               | 84               | 78               | 53               | 39               | 25               | 20               |                  |
| Середньомісячна швидкість вітру, м/с          | 4.06             | 4.00             | 4.14             | 4.30             | 4.30             | 3.90             | 3.50             | 3.70             | 4.10             | 4.40             | 4.30             | 4.10             |                  |
| Середньомісячна сонячна радіація, кДж/м²·день | 4279             | 7775             | 12507            | 17251            | 20035            | 21165            | 21564            | 18368            | 12650            | 7509             | 4239             | 3161             |                  |
| --------------------------------------------- | ---------------- | ---------------- | ---------------- | ---------------- | ---------------- | ---------------- | ---------------- | ---------------- | ---------------- | ---------------- | ---------------- | ---------------- | ---------------- |
| Джерело:                                      |                  |                  |                  |                  |                  |                  |                  |                  |                  |                  |                  |                  |                  |